# Куантленский политехнический университет
Куантленский политехнический университет (англ. Kwantlen Polytechnic University) — высшее учебное заведение в Британской Колумбии (Канада) с кампусами в Сарри, Лэнгли и Ричмонде. Основан в 1981 году как общественный колледж, с 1995 года — университетский колледж, с 2008 года — технологический университет. В университете ежегодно проходят обучение свыше 20 тысяч студентов на более чем 170 программах (преимущественно бакалавриат).

## История
Куантленский общественный колледж был основан в 1981 году (отделившись от колледжа Дугласа). В 1995 году получил статус университетского колледжа, а в 2008 году — статус политехнического университета. К 2010 году вуз, в котором на тот момент обучались 17 тысяч студентов, был четвёртым по количеству учащихся университетом Британской Колумбии. Университет назван в честь индейского народа куантлен (англ. Kwantlen First Nation, на землях которого находится его основной кампус.

## Современное состояние
В начале 2020-х годов Куантленский университет располагает пятью кампусами. Два из них расположены в Сарри, ещё один в пригороде Сарри Кловердейле, а два остальных — в городах Британской Колумбии Лэнгли и Ричмонде. Вуз предлагает более 170 академических программ, преимущественно для студентов первой степени. Обучение студентов на более высоких академических степенях началось относительно поздно, и таких студентов мало по сравнению с обучающимися на первой степени. Около четверти учащихся составляют иностранные студенты. Ежегодно в Куантленском университете проходят обучение более 20 тысяч студентов, из них около 60 % — с полной академической нагрузкой. Общий штат сотрудников превышает 1400 человек, общая площадь учебных и исследовательских помещений — более 1 млн квадратных футов.
Студентам не предоставляется общежитие, но ряд специальностей в Куантленском университете преподаётся по программе «Бесплатные учебники»: более 800 курсов не предполагают покупки студентами учебников, полностью покрывая их потребности за счёт библиотечных материалов и открытых электронных ресурсов. На базе университета также действуют подготовительные курсы, на которых обучаются школьники старших классов из соседних регионов.
Наиболее популярными из специальностей, преподаваемых в Куантлентском университете, являются бухгалтерский учёт, управление маркетингом, криминология, психология и кадровое управление. Среди необычных программ вуза — мехатроника, прикладные медицинские науки и товарный дизайн. Дизайнерские специальности преподаются в рамках школы дизайна имени Чипа и Шэннон Уилсон. На базе университета работает также школа бизнеса им. Мелвилла — одна из крупнейших программ Западной Канады, предлагающих степень бакалавра бизнеса. С 2017 года действует программа исследований коренных народов Канады.